# Christine Kittrell
Christine Kittrell (* 11. August 1929 in Nashville, Tennessee; † 19. Dezember 2001) war eine amerikanische Sängerin des Rhythm & Blues. Sie hat nach Ansicht von Bear Family Records „einige der besten R&B-Aufnahmen der 50er- und 60er-Jahre abgeliefert, wurde aber dennoch nie übermäßig bekannt.“

## Leben und Wirken
Kittrell sang als Kind im Kirchenchor. 1951 machte sie ihre ersten Aufnahmen (Old Man You’re Slipping) mit Louis Brooks und dessen Band, mit dem sie 1945 ihre Karriere als Profimusikerin begonnen hatte. Buddy Hagans und Wendell Duconge, die sonst bei Fats Domino spielten, begleiteten sie auf ihrem Hit Sittin’ Here Drinking (Tennessee 128). Kittrell tourte 1951 mit der Band von Big Joe Turner. 1952 sang sie bei Paul „Hucklebuck“ Williams; dadurch wurde Billboard auf sie aufmerksam, wo sie als „Bluesentdeckung des Jahrzehnts“ gefeiert wurde. Im selben Jahr nahm sie für Republic in Nashville Gotta Stop Loving You mit Gay Crosse and His Good Humor Six auf, zu der Tommy Turrentine, John Coltrane, Stanley „Stash“ O'Lauglin, Alvin und Oliver Jackson gehörten. 1954 arbeitete sie an der Westküste mit Earl Bostic und dann mit Johnny Otis. Einige Aufnahmen auf dem Label Republic führten zu regionalen Erfolgen, etwa Lord Have Mercy mit Little Richard am Piano.
Im selben Jahr verließ sie zunächst die R&B-Szene, um sich auf Gospelmusik zu konzentrieren und wurde Mitglied der Simmons Akers Spiritual Singers. In den frühen 1960er Jahren nahm sie für Vee Jay Records auf, unter anderem die Originalversion von I’m a Woman (das durch Peggy Lee bekannt wurde). Seit Mitte der 1960er Jahre sang sie zur Truppenbetreuung in Südostasien, wo sie 1968 durch einen Granatsplitter verwundet wurde. Auch in den nächsten Jahrzehnten trat sie gelegentlich bei Festivals auf. Ihre kompletten Aufnahmen wurden unter dem Titel Call Her Name bei Bear Family Records veröffentlicht.